# Edgerton, Minnesota
Edgerton är en ort i Pipestone County i Minnesota. Vid 2010 års folkräkning hade Edgerton 1 189 invånare.